# Distretto di Lash Wa Juwayn
Il distretto di Lash wa Juwayn è un distretto nella provincia di Farah, nell'Afghanistan occidentale, al confine con l'Iran. La popolazione, che nel gennaio 2005 contava 28.000 abitanti, è equamente divisa in Pashtun e Tagiki. Il principale villaggio, Lash wa Juwayn, si trova a 508 m s.l.m. presso il lago Daryācheh-ye Sīstan.